# Регерас-де-Арріба
Регерас-де-Арріба (ісп. Regueras de Arriba) — муніципалітет в Іспанії, у складі автономної спільноти Кастилія-і-Леон, у провінції Леон. Населення — 339 осіб (2010).
Муніципалітет розташований на відстані близько 280 км на північний захід від Мадрида, 42 км на південний захід від Леона.
На території муніципалітету розташовані такі населені пункти: (дані про населення за 2010 рік)
- Регерас-де-Абахо: 103 особи
- Регерас-де-Арріба: 236 осіб

## Демографія
Динаміка населення (INE ):

## Галерея зображень

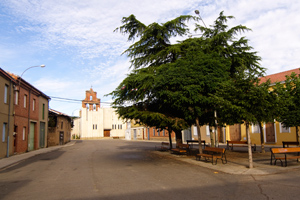
Регерас-де-Арріба